# Olbisk grottsalamander
Olbisk grottsalamander  (Speleomantes flavus)  är ett stjärtgroddjur i familjen lunglösa salamandrar. Arten kallas också Hydromantes flavus.  

## Utseende
Teckningen är variabel; arten är vanligen mörkbrun till svart på ryggsidan, som oftast är fläckig, strimmig eller spräcklig i avvikande färger, som gul, gulbrun, grågrön och/eller köttfärgad (det sista dock sällsynt). Det förekommer att ryggsidan är helt och hållet gul. Buksidan är ljus och ibland genomskinlig så att inälvorna syns. Vanligtvis är buksidan omönstrad, men det förekommer att den är lätt fläckig i brunt eller svart. Benen är långa, och har i regel samma färg som ryggen. Hanen kan bli upp till 12,5 cm lång, honan 15 cm.
Som alla salamandrar i familjen saknar den lungor, och andas i stället med huden och svalget, som har blodkärlsrika fåror för att underlätta syreupptaget.

## Utbredning
Den olbiska grottsalamandern finns endast i den nordöstra delen av den italienska ön Sardinien i Monte Albo-bergskedjan.

## Vanor
Arten uppträder i grottor, klippspringor och skogar i närheten av rinnande vatten på mellan 50 och 1 050 meters höjd. Den föredrar mark som är täckt av fuktig mossa. Precis som hos den sardinska grottsalamandern läggs de få äggen på land och ger upphov till fullbildade individer som inte genomgår någon förvandling. Som många andra grottsalamandrar avsöndrar den ett giftigt slem om den blir hotad.

## Status
Den olbiska grottsalamandern är sårbar ("VU", klassning ”D2”) främst på grund av den begränsade populationen, men beståndet är stabilt och är inte utsatt för några egentliga hot annat än en lokal, begränsad biotopminskning och viss illegal insamling. Den är upptagen i EU:s habitatdirektiv (bilaga 4).